# HAT-P-29 b
HAT-P-29 b — экзопланета у звезды HAT-P-29 в созвездии Персей. Типичный горячий юпитер. Открыт транзитным методом в 2011 году международной группой астрономов, работающих в рамках проекта HATNet.

## Характеристики
Масса планеты HAT-P-29 b оценивается в 0,78+0,08
−0,04 масс Юпитера. Радиус планеты — 1,1+0,14
−0,08 радиуса Юпитера, плотность — 0,71 ± 0,18 г/см3, вторая космическая скорость — около 50 км/с. Планета вращается вокруг своей звезды по слабоэллиптической орбите с большой полуосью 0,0667 ± 0,0008 а. е. (11,7 звёздных радиусов). Эксцентриситет орбиты — 0,095 ± 0,05. Один оборот планета за 5,72319 ± 0,00005 земных суток. Температура поверхности планеты оценивается в 1260 ± 64 К.